# اشلند سیتی (تنسی)
اشلند سیتی(به انگلیسی: Ashland City) شهری در ایالت تنسی کشور ایالات متحده آمریکا است که جمعیت آن در سرشماری سال ۲۰۱۰ میلادی، ۴٬۵۴۱ نفر بوده‌است.